# Dasyopa latifrons
Dasyopa latifrons är en tvåvingeart som först beskrevs av Friedrich Hermann Loew 1872.  Dasyopa latifrons ingår i släktet Dasyopa och familjen fritflugor. Inga underarter finns listade i Catalogue of Life.